# 복음주의자의 불편한 양심
복음주의자의 불편한 양심(영어: The Uneasy Conscience of Modern Fundamentalism)은 개신교의 신학자 칼 헨리의 1947년 저작이다. 기독교 근본주의적인 기독교인들이 내세만 찾고, 사회에는 관심이 없는 것에 대해 논박하며, 성서의 예언자 전통과 복음주의 신학을 근거로 기독교인이 왜 사회문제에 관심을 가져야 하는가를 말하고 있다. 신복음주의의 뿌리로 알려질만큼 미국교회에 영향을 준 신학서적이기도 하다. 2009년 IVP에서 역간되었다.

## 발췌
| “ | “당대의 사회악을 신랄하게 꾸짖던 대예언자들과 소예언자들은 그와 똑같은 사회적 열정을 구속의 맥락에 담아냈다. 히브리적 세계-인생관에서는 법정에서 정의를 바로 세우지 못하는 것이나 고리대금, 궁핍한 이들에 대한 수탈, 가난한 이들을 먹이고 입히지 않는 것, 상거래에서 과도한 이익을 취하려는 것에 대해 무관심한 채 수수방관하지 못한다.” | ” |

## 목차
- 추천사(신학자 리차드 마우)
- 서문
- 프롤로그
- 근본주의 안에서 사라진 박애주의
- 예정된 실패에 대한 반론
- 사회 개혁 운동과 결별한 복음주의
- 하나님 나라 선포에 대한 우려
- 십자가에 달린 근본주의자라는 강도
- 새로운 세계 지성을 위한 노력
- 복음주의적 '항의의 공식'
- 새로운 종교개혁의 여명
- 해설 : 김회권(숭실대 기독교학과 교수)
- 저자연보